# 2016 no ciclismo
Cronologia do ciclismo
2015 no ciclismo - 2016 no ciclismo - 2017 no ciclismo
A recompilação do ano 2016 no ciclismo

## Por mês

### Janeiro
- : o Australiano Simon Gerrans consegue o Tour Down Under.

### Fevereiro
- : o Britânico Mark Cavendish vence pela segunda vez o Tour de Catar.
- : o Italiano Vincenzo Nibali consegue o Tour de Omã.

### Março
- 13 de março : o Britânico Geraint Thomas vence a Paris-Nice.
- 15 de março : o Belga Greg Van Avermaet consegue a Tirreno-Adriático.
- 19 de março : o Francês Arnaud Démare impõe-se ao sprint na primeira clássica do ano durante a Milão-Sanremo. Démare é o primeiro Francês a conseguir Milão-Sanremo desde Laurent Jalabert em 1995, e o primeiro Francês a conseguir uma carreira monumento desde a vitória de Jalabert durante o Giro de Lombardia de 1997[2]

### Abril
- 3 de abril : o eslovaco Peter Sagan ganha o seu primeiro monumento durante a Volta à Flandres.
- 10 de abril : o Australiano Mathew Hayman consegue a Paris-Roubaix.

### Maio
- : Vincenzo Nibali consegue o seu segundo Giro d'Italia.

### Junho
- : o Britânico Christopher Froome ganha o Critérium du Dauphiné pela terceira vez.
- : o Colombiano Ángel López ganha a Volta à Suíça.

### Julho
- : o Belga Tim Wellens ganha a Volta à Polónia.
- : Christopher Froome consegue o seu terceiro Tour de France.

### Agosto
- 7 de agosto : Greg van Avermaet impõe-se no ciclismo em estrada dos Jogos Olímpicos do Rio.
- 10 de agosto : no contrarrelógio dos Jogos Olímpicos do Rio, Kristin Armstrong consegue o seu terceiro título consecutivo, enquanto Fabian Cancellara impõe-se para a segunda vez (após 2008).

### Setembro
- : o Colombiano Nairo Quintana consegue a sua segundo Grande Volta, com a Volta a Espanha.

### Outubro
- 1 de outubro : o Colombiano Esteban Chaves ganha o Giro de Lombardia.

### Novembro
nada a assinalar

### Dezembro
- Clément Venturini consegue pelo segundo ano consecutivo a Copa da França em ciclocross.

## Grandes voltas

### Volta da Itália
- Vencedor :  Vincenzo Nibali
- 2.º :  Esteban Chaves
- 3.º :  Alejandro Valverde
- Classificação por pontos :  Giacomo Nizzolo
- Melhor escalador :  Mikel Nieve
- Melhor jovem :  Bob Jungels
- Melhor equipa :  Astana Pro Team

### Tour de France
- Vencedor :  Christopher Froome
- 2.º :  Romain Bardet
- 3.º :  Nairo Quintana
- Classificação por pontos :  Peter Sagan
- Melhor escalador :  Rafał Majka
- Melhor jovem :  Adam Yates
- Melhor equipa :  Movistar
- Super-combativo :  Peter Sagan

### Volta a Espanha
- Vencedor :  Nairo Quintana
- 2.º :  Christopher Froome
- 3.º :  Esteban Chaves
- Classificação por pontos :  Fabio Felline
- Melhor escalador :  Omar Fraile
- Classificação da combinada :  Nairo Quintana
- Melhor equipa :  BMC Racing

## Principais clássicos
- Milão-Sanremo :  Arnaud Démare (FDJ)
- E3 Harelbeke :  Michal Kwiatkowski (Team Sky)
- Gante-Wevelgem :  Peter Sagan (Tinkoff)
- Tour de Flandres :  Peter Sagan (Tinkoff)
- Paris Roubaix :  Mathew Hayman (Orica-GreenEdge)
- Amstel Gold Race :  Enrico Gasparotto (Wanty-Grupo Gobert)
- Flecha Wallonne :  Alejandro Valverde (Movistar)
- Liège-Bastogne-Liège :  Wout Poels (Team Sky)
- Clássico Donostiarra :  Bauke Mollema (Trek-Segafredo)
- EuroEyes Cyclassics :  Caleb Ewan (Orica-GreenEdge)
- Bretaña Classic :  Oliver Naesen (IAM)
- Grande Prêmio Ciclista de Quebec :  Peter Sagan (Tinkoff)
- Grande Prêmio Ciclista de Montreal :  Greg Van Avermaet (BMC Racing)
- Tour de Lombardia :  Esteban Chaves (Orica-BikeExchange)

## Principais carreiras por etapas
- Tour Down Under :  Simon Gerrans (Orica-GreenEdge)
- Paris-Nice :  Geraint Thomas (Team Sky)
- Tirreno-Adriático :  Greg Van Avermaet (BMC)
- Volta à Catalunha :  Nairo Quintana (Movistar)
- Volta ao País basco :  Alberto Contador (Tinkoff)
- Volta à Romandia :  Nairo Quintana (Movistar)
- Critérium du Dauphiné :  Christopher Froome (Team Sky)
- Volta à Suíça :  Miguel Ángel López (Astana Pro Team)
- Volta à Polónia :  Tim Wellens (Lotto-Soudal)
- / Eneco Tour :  Niki Terpstra (Etixx-Quick Step)

## Campeonatos

### Campeonato Mundial

#### Campeonato Mundial em estrada
| Contrarrelógio    | Ouro             | Prata                 | Bronze               |
| ----------------- | ---------------- | --------------------- | -------------------- |
| Elites homens     | Tony Martin      | Vasil Kiryienka       | Jonathan Castroviejo |
| Elites mulheres   | Amber Neben      | Ellen Van Dijk        | Katrin Garfoot       |
| Esperanças homens | Marco Mathis     | Maximilian Schachmann | Miles Scotson        |
| Juniores homens   | Brandon McNulty  | Mikkel Bjerg          | Ian Garrison         |
| Juniores mulheres | Karlijn Swinkels | Lisa Morzenti         | Juliette Labous      |
| Equipas homens    | Etixx-Quick Step | BMC Racing            | Orica-BikeExchange   |
| Equipas mulheres  | Boels Dolmans    | Canyon-SRAM Racing    | Cervélo Bigla        |

| Ciclismo em estrada | Ouro                 | Prata            | Bronze           |
| ------------------- | -------------------- | ---------------- | ---------------- |
| Elites homens       | Peter Sagan          | Mark Cavendish   | Tom Boonen       |
| Elites mulheres     | Amalie Dideriksen    | Kirsten Wild     | Lotta Lepistö    |
| Esperanças homens   | Kristoffer Halvorsen | Pascal Ackermann | Jakub Mareczko   |
| Juniores homens     | Jakob Egholm         | Niklas Märkl     | Repto Müller     |
| Juniores mulheres   | Elisa Balsamo        | Skylar Schneider | Susanne Andersen |

### Principais campeões nacionais em estrada
- Alemanha : André Greipel (Lotto-Soudal)
- Bélgica : Philippe Gilbert (BMC)
- Espanha : José Joaquin Rojas (Movistar)
- Estados Unidos : Taylor Phinney (BMC)
- França : Arthur Vichot (FDJ)
- Grã-Bretanha : Adam Blythe (Tinkoff)
- Irlanda : Nicolas Roche (Team Sky)
- Itália : Giacomo Nizzolo (Trek-Segafredo)
- Luxemburgo : Bob Jungels (Etixx-Quick Step)
- Noruega : Edvald Boasson Hagen (Dimension Data)
- Países Baixos : Dylan Groenwegen (Lotto NL-Jumbo)
- Polónia : Rafal Majka (Tinkoff)
- Eslováquia : Juraj Sagan (Tinkoff)
- Europa :  Peter Sagan

## Principais óbitos
- : Romain Guyot, ciclista francês, 23 anos.
- : Antoine Demoitié, ciclista belga, 25 anos.
- : Daan Myngheer, ciclista belga, 22 anos.
- : Jocelyn Lovell, ciclista canadiano, 65 anos.
- : Rudi Altig, ciclista alemão, 79 anos.
- : Loretto Petrucci, ciclista italiano, 86 anos.
- : Dominique Arnaud, ciclista francês, 60 anos.
- : Daniel Willems, ciclista belga, 60 anos.
- : Michel Rousseau, ciclista francês, 80 anos.
- : Ferdi Kübler, ciclista suíço, 97 anos.